# بچقار بینه
بچقار بینه (به لاتین: Biçiqarbinə یا Beçeqarbinə) یک منطقه مسکونی در جمهوری آذربایجان است که در شهرستان بالاکن واقع شده است.

## ریشه واژه
بچقار در زبان آواری به‌معنی کوچک است.